# 廢物種類表

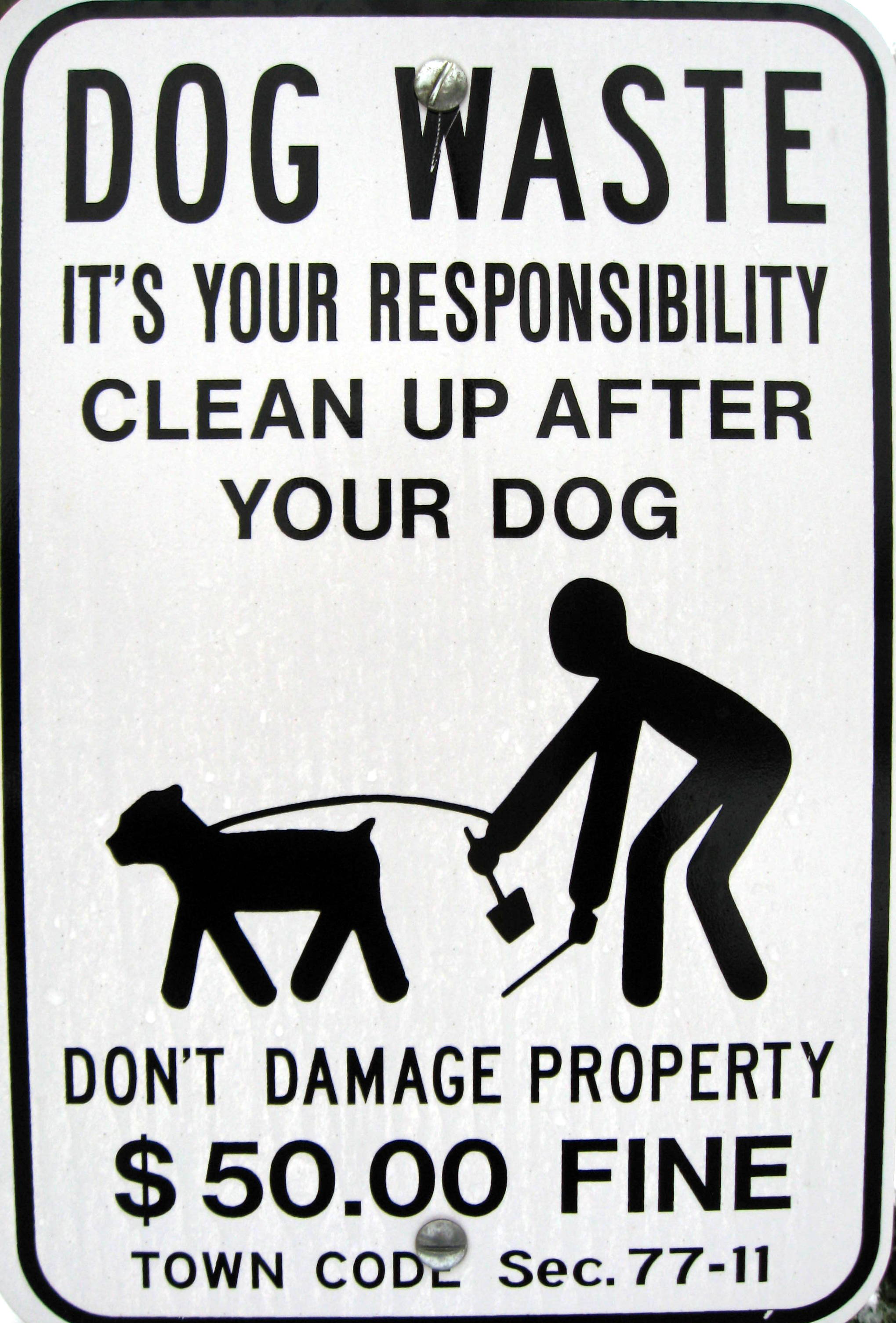

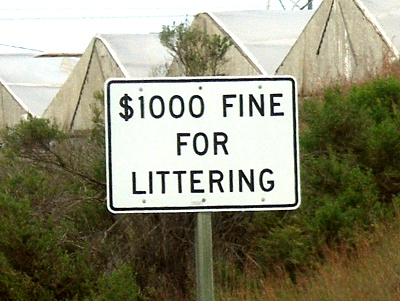

廢物的形態有很多種，它們包括：
- 農產廢物（英语：Agricultural wastewater treatment）
- 動物副產品（Animal by-products）

- 生物廢物（Biowaste）
  - 生物可分解廢物（Biodegradable waste）
    - 綠色垃圾（Green waste）
    - 有機廢料（）
      - 無機廢料（英语：Organic waste）（）

  - 生物醫療廢物（Biomedical waste）
    - 醫療廢物（或）

- 大型垃圾（Bulky waste）
- 事業廢棄物（Business waste）
- 化學廢料（Chemical waste）
- 咖啡廢水（英语：Coffee wastewater）
- 商業廢物（英语：Commercial waste）
- 複合廢物及混合廢料（英语：Mixed waste）（或）
- 建築廢料（Construction and demolition waste，簡稱C&D waste）
- 消费品垃圾（英语：Consumable waste）

- 受管制廢料（英语：Controlled waste）
  - 非管制廢料（英语：Uncontrolled waste）

- 建築拆卸廢物（英语：Demolition waste）
- 狗排洩物（Dog waste）

- 都市固體廢物（Municipal solid waste）
  - 家居廢物（或）
    - 家居有害廢棄物（英语：Household hazardous waste）（）
      - 有害零售廢棄物（Retail hazardous waste）

  - 廢物殘渣（Residual waste）

- 電子垃圾（Electronic waste，簡稱e-waste）
- 廚餘（或）
- 氣體廢物（Gaseous wastes）

- 有害廢物（英语：Hazardous waste）

- 人類排洩物（英语：Human waste）
  - 污水渠淤泥（英语：Sewage sludge）

- 工業廢料（Industrial waste）
  - 飛塵（英语：Fly ash）
  - 礦渣（英语：Slag）及熔渣（Slag）
  - 污泥（英语：Sludge）

- 惰性廢棄物（英语：Inert waste）
- 隨處抛棄的垃圾（英语：Litter）

- 液體廢物（英语：Liquid waste）
  - 人工市區污水（英语：Sewage）及工業廢水（及） 
    - 「灰水」（）

  - 酒廠廢水（英语：Winery wastewater）

- 海洋廢棄物（Marine debris）
- 代謝廢物（英语：Metabolic waste）
- 「礦物廢料」（Mineral waste）
- 包裝垃圾（Packaging waste）
- 「用後廢料（英语：Post-consumer waste）」

- 放射性废料（Radioactive waste）
  - 核廢料（Nuclear waste）
  - 高放射性废物（High level waste）
  - 低放射性废物（Low level waste）
  - 「混合廢料 (放射性/有害)（英语：Mixed waste (radioactive/hazardous)）」
  - 乏核燃料（Spent nuclear fuel）

- 可回收垃圾（Recyclable waste）

- 鋒利廢棄物（英语：Sharps waste）
- 船傾垃圾（英语：Ship disposal）
- 屠宰廢棄物（英语：Slaughterhouse waste）

- 有毒廢料（英语：Toxic waste）
- 廢熱